# Hypnotist's Revenge
Hypnotist's Revenge er en fransk stumfilm fra 1908 af Georges Méliès.